# Майбутнє (фільм, 2016)
«Майбутнє» (фр. L'Avenir) — французький драматичний фільм, знятий Мією Гансен-Лев. Світова прем'єра стрічки відбудеться у лютому 2016 року на Берлінському міжнародному кінофестивалі. Фільм розповідає про 57-річну професорку філософії, яка шукає нову мету в житті після того, як її залишив чоловік.

## У ролях
- Ізабель Юппер — Наталі
- Андре Маркон — Гайнц

## Визнання
| Нагороди та номінації фільму «Майбутнє» | Нагороди та номінації фільму «Майбутнє» | Нагороди та номінації фільму «Майбутнє»  | Нагороди та номінації фільму «Майбутнє» | Нагороди та номінації фільму «Майбутнє» | Нагороди та номінації фільму «Майбутнє» |
| Рік                                     | Кінопремія / Кінофестиваль              | Категорія / Нагорода                     | Номінант                                | Результат                               |                                         |
| --------------------------------------- | --------------------------------------- | ---------------------------------------- | --------------------------------------- | --------------------------------------- | --------------------------------------- |
| 2016                                    | Берлінський міжнародний кінофестиваль   | «Золотий ведмідь» за найкращий фільм     | «Майбутнє»                              | Номінація                               |                                         |
| 2016                                    | Берлінський міжнародний кінофестиваль   | ««Срібний ведмідь» за найкращу режисуру» | Міа-Гансен Лев                          | Перемога                                |                                         |